# Alpesisí az 1984. évi téli olimpiai játékokon
Az 1984. évi téli olimpiai játékokon az alpesisí versenyszámait a Bjelašnica-n a férfi, Jahorinán a női számokat rendezték február 13. és 19. között.

## Éremtáblázat
(A rendező nemzet eltérő háttérszínnel, az egyes számoszlopok legmagasabb értéke, vagy értékei vastagítással kiemelve.)
| Az 1984. évi téli olimpiai játékok éremtáblázata alpesisíben | Az 1984. évi téli olimpiai játékok éremtáblázata alpesisíben | Az 1984. évi téli olimpiai játékok éremtáblázata alpesisíben | Az 1984. évi téli olimpiai játékok éremtáblázata alpesisíben | Az 1984. évi téli olimpiai játékok éremtáblázata alpesisíben | Olimpia  |
| ------------------------------------------------------------ | ------------------------------------------------------------ | ------------------------------------------------------------ | ------------------------------------------------------------ | ------------------------------------------------------------ | -------- |
|                                                              | Ország                                                       | Arany                                                        | Ezüst                                                        | Bronz                                                        | Összesen |
| 1.                                                           | Egyesült Államok (USA)                                       | 3                                                            | 2                                                            | 0                                                            | 5        |
| 2.                                                           | Svájc (SUI)                                                  | 2                                                            | 2                                                            | 0                                                            | 4        |
| 3.                                                           | Olaszország (ITA)                                            | 1                                                            | 0                                                            | 0                                                            | 1        |
|                                                              |                                                              |                                                              |                                                              |                                                              |          |
| 4.                                                           | Franciaország (FRA)                                          | 0                                                            | 1                                                            | 2                                                            | 3        |
| 5.                                                           | Jugoszlávia (YUG)                                            | 0                                                            | 1                                                            | 0                                                            | 1        |
|                                                              |                                                              |                                                              |                                                              |                                                              |          |
| 6.                                                           | Liechtenstein (LIE)                                          | 0                                                            | 0                                                            | 2                                                            | 2        |
| 7.                                                           | Ausztria (AUT)                                               | 0                                                            | 0                                                            | 1                                                            | 1        |
| 8.                                                           | Csehszlovákia (TCH)                                          | 0                                                            | 0                                                            | 1                                                            | 1        |
|                                                              |                                                              |                                                              |                                                              |                                                              |          |
| Összesen                                                     | Összesen                                                     | 6                                                            | 6                                                            | 6                                                            | 18       |

## Érmesek

### Férfi
| Az 1984. évi téli olimpiai játékok érmesei férfi alpesisíben |                                       |         |                                      |         |                                     |         |
| Versenyszám                                                  | Arany                                 | Arany   | Ezüst                                | Ezüst   | Bronz                               | Bronz   |
| Lesiklás                                                     | Bill Johnson · Egyesült Államok (USA) | 1:45,59 | Peter Müller · Svájc (SUI)           | 1:45,86 | Anton Steiner · Ausztria (AUT)      | 1:45,95 |
| Műlesiklás                                                   | Phil Mahre · Egyesült Államok (USA)   | 1:39,41 | Steve Mahre · Egyesült Államok (USA) | 1:39,62 | Didier Bouvet · Franciaország (FRA) | 1:40,20 |
| Óriás-műlesiklás                                             | Max Julen · Svájc (SUI)               | 2:41,18 | Jure Franko · Jugoszlávia (YUG)      | 2:41,41 | Andi Wenzel · Liechtenstein (LIE)   | 2:41,75 |

### Női
| Az 1984. évi téli olimpiai játékok érmesei női alpesisíben |                                           |         |                                          |         |                                       |         |
| Versenyszám                                                | Arany                                     | Arany   | Ezüst                                    | Ezüst   | Bronz                                 | Bronz   |
| Lesiklás                                                   | Michela Figini · Svájc (SUI)              | 1:13,36 | Maria Walliser · Svájc (SUI)             | 1:13,41 | Olga Charvátová · Csehszlovákia (TCH) | 1:13,53 |
| Műlesiklás                                                 | Paola Magoni-Sforza · Olaszország (ITA)   | 1:36,47 | Perrine Pelen · Franciaország (FRA)      | 1:37,38 | Ursula Konzett · Liechtenstein (LIE)  | 1:37,50 |
| Óriás-műlesiklás                                           | Debbie Armstrong · Egyesült Államok (USA) | 2:20,98 | Christin Cooper · Egyesült Államok (USA) | 2:21,38 | Perrine Pelen · Franciaország (FRA)   | 2:21,40 |